# 德勒斯登圍城戰
德勒斯登圍城戰發生於1760年7月的第三次西里西亞戰爭（七年戰爭的一部份），最後以腓特烈大帝率領的普軍，圍攻薩克森的德勒斯登失敗告終。
腓特烈大帝曾於1756年入侵薩克森時佔領了德勒斯登，隨後也導致戰爭的爆發。1759年，以奧地利為首的聯軍奪回了該城。因此腓特烈大帝將現在的目標，放在試圖從薩克森手中奪回德勒斯登的控制權，意圖滿足其擴張領土的野心。 
普軍於7月13日抵達德勒斯登郊區，緊隨其後的是馮拉齊伯爵所率領之奧軍。腓特烈大帝的部隊橫渡易北河後，佔據了近郊地區，並運來重型火砲以瞄準內城城牆。腓特烈大帝也被指控故意砲擊該市的平民區 。
爾後由於腓特烈大帝決定移師對抗具威脅性的道恩部，前者放棄了重佔此城的意圖，並撤圍退去。此戰對此城市進行大量不分青紅皂白地破壞，導致腓特烈大帝在大部分歐洲地區的聲望都有所損害，更甚者，他在圍困期間摧毀了薩克森選帝侯位於皮爾納的莊園，從而招來批評。
在1757年的布拉格及1758年的奧洛穆茨後，德勒斯登成為了腓特烈大帝七年戰爭中第三個放棄的大型圍城戰。腓特烈大帝隨後跨入西里西亞地區，並於8月15日打響了李格尼茨戰役。

## 傳記
- Childs, John. Armies and Warfare in Europe, 1648-1789. Manchester University Press, 1982.
- Dull, Jonathan R. The French Navy and the Seven Years' War. University of Nebraska Press, 2005.
- Szabo, Franz A.J. The Seven Years War in Europe, 1757-1763. Pearson, 2008.

51°03′00″N 13°44′00″E / 51.0500°N 13.7333°E